# Filadelfia (keresztnév)
A Filadelfia görög eredetű női név, jelentése: testvéri szeretet.

## Gyakorisága
Az 1990-es években szórványos név, a 2000-es években nem szerepel a 100 leggyakoribb női név között.

## Névnapok
- január 3.[2]
- május 10.[2]